# 미국 국방부 지휘센터

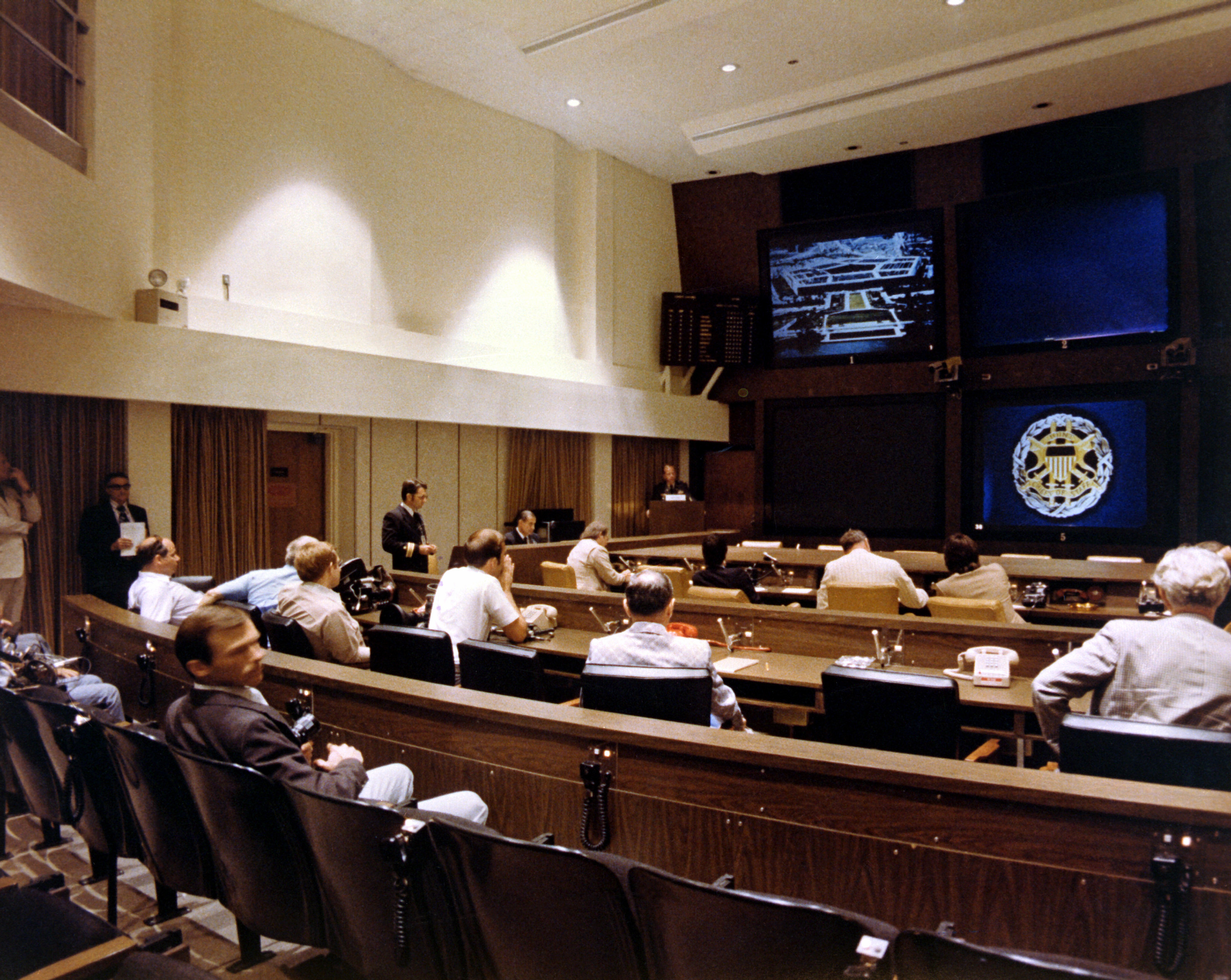
미국 국방부 지휘센터의 1976년 모습

미국 국방부 지휘센터(NMCC, National Military Command Center)는 펜타곤에 위치한 미군의 종합 지휘통제센터이다. 백악관 지하벙커인 NSC와 함께 전세계 미군을 지휘통제하는 곳이다.
미국과 러시아간 핫라인이 NMCC를 통해 백악관 NSC로 연결되어 있다.

## 조직
17-20명이 한 팀으로 5개 팀이 돌아가면서 상황실에서 근무한다. 20명으로 구성된 팀은 5개 임무 분야를 담당한다.
- 리더쉽 2명
- 현재작전관리 3명
- 긴급조치반 3명
- 정찰팀 1명
- 지원팀 10명

NMCC의 총인원은 300명이 넘는다.

## 같이 보기
- 대한민국 국방부 지하벙커 - B2 벙커, 합참 지휘통제실이라고 부른다.
- 뉴클리어 풋볼
- 국가국방관리센터